# Bernardo Rodríguez Largo

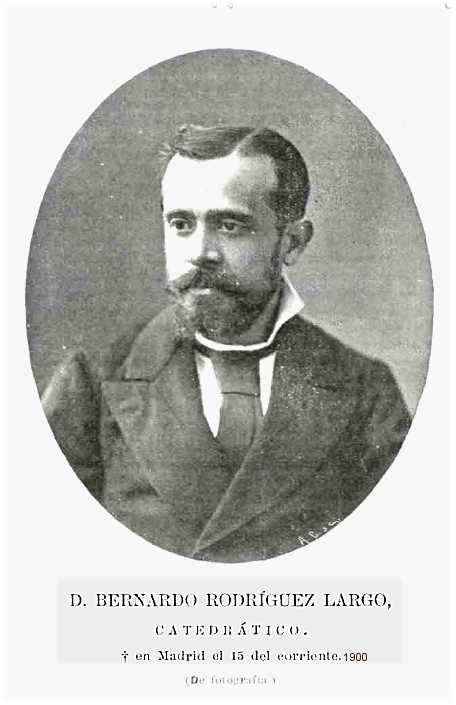
Bernardo Rodríguez Largo
La ilustración española y americana 30.12.1900.

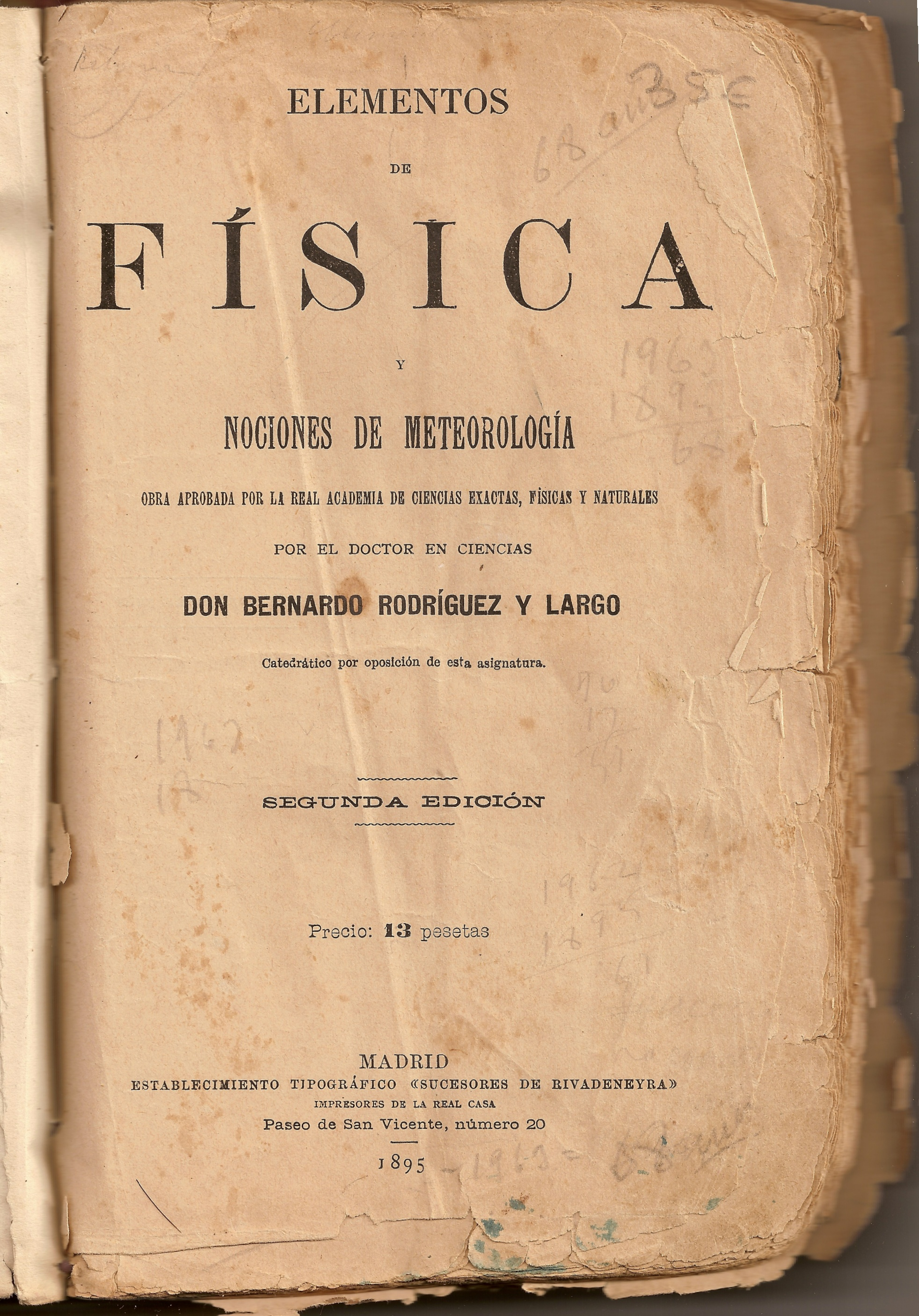
Elementos de física y nociones de meteorología.

Don Bernardo Rodríguez Largo (m. 15 de diciembre de 1900) fue un profesor catedrático de física del Instituto de San Isidro de Madrid. Realizó las primeras radiografías impresionadas en Madrid. Asesoró al Dr. Antonio Espina y Capó en la realización de estas radiografías. 

## Obras
- Elementos de física y nociones de meteorología
  - Ediciones: Madrid : Segunda edición, 1895 (Est. Tip. "Sucesores de Rivadeneyra")
  - Ediciones: Madrid : [s.n.], 1901 (Est. Tip. "Sucesores de Rivadeneyra")
- La electricidad y sus principales aplicaciones
  - Ediciones: Madrid : [s.n.], 1881 (Estab. Tip. de G. Estrada)
- Nociones de Química 
  - Ediciones: Madrid : [s.n.], 1895 (Est. Tip. "Sucesores de Rivadeneyra")